# Nemzeti Bajnokság 2009-2010
Nemzeti Bajnokság I 2009–10 a fost al 111-lea sezon din prima ligă de fotbal din Ungaria.

### Locații
| Club                  | Oraș           | Stadion                  | Capacitate |
| --------------------- | -------------- | ------------------------ | ---------- |
| Budapesta Honvéd FC   | Budapesta      | Bozsik Stadion           | 10,000     |
| Debreceni VSC         | Debrecen       | Stadion Oláh Gábor Út    | 9,640      |
| Diósgyőri VTK         | Miskolc        | DVTK Stadion             | 11,000     |
| Ferencvárosi TC       | Budapesta      | Stadion Albert Flórián   | 18,100     |
| Győri ETO FC          | Győr           | ETO Park                 | 16,000     |
| Kaposvári Rákóczi FC  | Kaposvár       | Stadion Rákóczi          | 7,000      |
| Kecskeméti TE         | Kecskemét      | Széktói Stadion          | 6,300      |
| Lombard-Pápa TFC      | Pápa           | Stadion Várkerti         | 4,500      |
| MTK Budapesta FC      | Budapesta      | Hidegkuti Nándor Stadium | 7,700      |
| Nyíregyháza Spartacus | Nyíregyháza    | Városi Stadion           | 10,000     |
| Paksi SE              | Paks           | Stadion PSE              | 4,950      |
| Szombathelyi Haladás  | Szombathely    | Stadion Rohonci Út       | 12,000     |
| Újpest FC             | Budapesta      | Szusza Ferenc Stadium    | 13,501     |
| Vasas SC              | Budapesta      | Stadion Rudolf Illovszky | 12,000     |
| Videoton FC           | Székesfehérvár | Stadion Sóstói           | 15,000     |
| Zalaegerszegi TE      | Zalaegerszeg   | ZTE Arena                | 9,000      |

### Personalul și sponsorii
| Echipă                | Patron                   | Antrenor       | Kitmaker | Tricoul                    |
| --------------------- | ------------------------ | -------------- | -------- | -------------------------- |
| Budapesta Honvéd      | George F. Hemingway      | Tibor Sisa     | Nike     |                            |
| Debreceni VSC         | Sándor Szilágyi          | András Herczeg | adidas   | Teva                       |
| Diósgyőri VTK         | Imre Dlusztus            | Zoltán Aczél   | Erreà    | Jánosik és TSA.            |
| Videoton FC           | Sándor Berzi             | György Mezey   | Nike     | Máltai Szeretetszolgálat   |
| Ferencváros           | Terry Robinson           | Bobby Davison  | Nike     | Unibet                     |
| Győri ETO             | Csaba Tarsoly            | Attila Pintér  | adidas   | Quaestor                   |
| Kaposvári Rákóczi FC  | Kálmán Torma             | László Prukner | Givova   | Regáli Klíma               |
| Kecskeméti TE         | Pál Rózsa, János Versegi | Aurél Csertői  | Jako     | Ereco                      |
| Lombard-Pápa          | Péter Bíró               | György Véber   | Jako     | Lombard                    |
| MTK Hungária FC       | László Domonyai          | József Garami  | Nike     | fotex                      |
| Nyíregyháza Spartacus | Ferenc Karakó            | Lázár Szentes  | Jako     |                            |
| Paksi SE              | János Süli               | Imre Gellei    | Jako     | MvM Paksi Atomerőmű        |
| Szombathelyi Haladás  | Béla Illés               | Antal Róth     | Legea    | Contact Zrt.               |
| Újpest FC             | István Csehi             | Willie McStay  | Puma     | Birdland Golf & SPA Resort |
| Vasas SC              | János Jámbor             | Géza Mészöly   | Lancast  |                            |
| Zalaegerszegi TE      | Ferenc Nagy              | János Csank    | mass     |                            |

## Clasament
| Poz | Echipa           | MJ | V  | E  | Î  | GM | GP | G   | Pct | Promovare sau retrogradare                             |
| --- | ---------------- | -- | -- | -- | -- | -- | -- | --- | --- | ------------------------------------------------------ |
| 1   | Debrecen (C)     | 30 | 20 | 2  | 8  | 63 | 37 | +26 | 62  | Liga Campionilor 2010-11 Turul doi preliminar          |
| 2   | Videoton         | 30 | 18 | 7  | 5  | 59 | 31 | +28 | 61  | UEFA Europa League 2010–11 Runda a II a de calificare  |
| 3   | Győr             | 30 | 15 | 12 | 3  | 38 | 18 | +20 | 57  | Turul doi preliminar al UEFA Europa League 2010-2011   |
| 4   | Újpest           | 30 | 17 | 4  | 9  | 48 | 39 | +9  | 55  |                                                        |
| 5   | Zalaegerszeg     | 30 | 15 | 8  | 7  | 59 | 45 | +14 | 53  | Turul doi preliminar al UEFA Europa League 2010-2011 1 |
| 6   | MTK Hungária     | 30 | 12 | 7  | 11 | 52 | 41 | +11 | 43  |                                                        |
| 7   | Ferencváros      | 30 | 10 | 11 | 9  | 34 | 35 | −1  | 41  |                                                        |
| 8   | Szombathely      | 30 | 10 | 9  | 11 | 46 | 49 | −3  | 39  |                                                        |
| 9   | Honvéd Budapesta | 30 | 9  | 11 | 10 | 38 | 35 | +3  | 38  |                                                        |
| 10  | Kecskemét        | 30 | 10 | 7  | 13 | 50 | 56 | −6  | 37  |                                                        |
| 11  | Lombard-Pápa     | 30 | 10 | 5  | 15 | 39 | 52 | −13 | 35  |                                                        |
| 12  | Kaposvár         | 30 | 8  | 8  | 14 | 38 | 50 | −12 | 32  |                                                        |
| 13  | Vasas            | 30 | 8  | 7  | 15 | 39 | 61 | −22 | 31  |                                                        |
| 14  | Paks             | 30 | 7  | 10 | 13 | 31 | 44 | −13 | 31  |                                                        |
| 15  | Nyíregyháza (R)  | 30 | 6  | 9  | 15 | 41 | 60 | −19 | 27  | Retrogradare în Hungarian National Championship II     |
| 16  | Diósgyőr (R)     | 30 | 4  | 5  | 21 | 31 | 56 | −25 | 17  | Retrogradare în Hungarian National Championship II     |

Sursa: soccerway.com
Reguli de clasare: 
1st points; 2nd overall wins; 3rd goal difference; 4th goals scored.
1Winners of Hungarian Cup 2009–10, Debrecen, qualified for the Champions League, that means the losing finalists Zalaegerszeg will qualify to the first qualifying round of the UEFA Europa League.
POZ = Poziția în clasament; (C) = Campioană; (R) = Retrogradată; (P) = Promovată; (E) = Eliminată; (O) = Câștigătoare de play-off; (A) = Avansează în runda următoare. 
Aplicabil doar când sezonul nu este terminat: 
(Q) = Calificare în faza competiției indicată; (TQ) = Calificare în competiție, dar încă nu în faza indicată; (RQ) = Calificată în competiția de retrogradare indicată; (DQ) = Descalificată din competiție.